# Oncocalyx angularis
Oncocalyx angularis är en tvåhjärtbladig växtart som beskrevs av Michael George Gilbert. Oncocalyx angularis ingår i släktet Oncocalyx och familjen Loranthaceae. Inga underarter finns listade i Catalogue of Life.